# 約克 (密蘇里州)
約克（英語：York）是位於美國密蘇里州艾奇遜縣的非建制地區。

## 歷史
約克的郵局於1878年設立，其後於1901年停運。

## 地理
約克所處的海拔為高於海平面323米（即1060英呎），而該地所採用的時區為UTC-6，即北美中部時區（CST）。同時該地設有夏令時間，為UTC-6調快一小時，即UTC-5（CDT）。